# 蒙塔博内
蒙塔博内（義大利語：Montabone），是意大利阿斯蒂省的一个市镇。总面积8.52平方公里，人口367人，人口密度43.1人/平方公里（2009年）。ISTAT代码为005072。